# Dreams (Interlude)
Dreams (Interlude) è un singolo della cantante cileno-statunitense Paloma Mami, pubblicato il 4 maggio 2021 come settimo singolo estratto dal primo album in studio Sueños de Dalí.

## Video musicale
Il video musicale di Dreams (Interlude) è stato pubblicato sull'account YouTube-Vevo della cantante. È stata inoltre resa disponibile una versione live.